# Piuro
Piuro là một đô thị ở tỉnh Sondrio trong vùng Lombardia của Italia, có vị trí khoảng 100 km về phía bắc của Milano và khoảng 40 km về phía tây bắc của Sondrio, ở biên giới với Thụy Sĩ. Tại thời điểm ngày 31 tháng 12 năm 2004, đô thị này có dân số 1.938 người và diện tích là 85,4 km².
Đô thị Piuro có các frazione (đơn vị trực thuộc) Savogno.
Piuro giáp các đô thị: Avers (Thụy Sĩ), Campodolcino, Chiavenna, Ferrera (Thụy Sĩ), Madesimo, Novate Mezzola, Prata Camportaccio, San Giacomo Filippo, Soglio (Thụy Sĩ), Villa di Chiavenna.